# إيرل إي. ستون
إيرل إي. ستون (بالإنجليزية: Earl E. Stone)‏ هو ضابط أمريكي، ولد في 2 ديسمبر 1895 في ميلواكي في الولايات المتحدة، وتوفي في 24 سبتمبر 1989.